# 野田市立柳沢小学校
野田市立柳沢小学校（のだしりつやなぎさわしょうがっこう）は、千葉県野田市の中央地区にある公立小学校。

## 概要

### 沿革
- 1977年4月1日 - 野田市立柳沢小学校開校。児童501人、教職員20人。（宮崎小・東部小・北部小からの分離開校）
- 1981年2月27日 - 校歌碑建立
- 1991年11月13日 - 千葉県学校体育優良校受賞
- 1994年1月12日 - 学校健康教育優良校表彰受賞
- 1996年11月24日 - 創立20周年記念式典
- 2000年11月18日 - 千葉県交通安全県知事賞受賞
- 2002年1月10日 - 学校保健研究大会文部科学大臣表彰受賞
  - 11月7日 - 学校保健研究大会文部科学大臣表彰受賞
- 2004年3月1日 - コンピュータ40台設置
- 2007年1月22日 - 創立30周年記念行事開催（人形劇観劇）
- 2011年10月29日 - 創立35周年記念行事開催（児童による文化発表会）
- 2015年12月 - 体育館耐震補強工事終了（12月より使用開始）
- 2016年11月 - 創立40周年記念式典

## 学校教育目標
主体的に活動し、仲間とともに協働できる児童の育成

## アクセス
- 茨急バス「野田文化会館入口」下車。「愛宕駅」より約6分。